# 女たち (アルバム)
『女たち』(Some Girls)は、1978年にリリースされた、ローリング・ストーンズのアルバム。全英2位、全米1位を記録。

## 概要
ミック・テイラーの後任として加入したロン・ウッドがフルで参加した最初のアルバム。1970年代のパンク・ムーブメントの中、ストーンズを初めとする旧世代のミュージシャン達は新ジャンルのミュージシャンたちに標的にされてきた。パンク・ロッカー達はストーンズを旧世代の代表として攻撃し、ミック・ジャガーはその挑戦に刺激づけられ、彼らへの解答としての作品をリリースする決意を抱いていた。 結果、本作はパンク・ロックとディスコ・ミュージックブームの'70年代後半にストーンズを再評価させ、重要なロックンロール・バンドとしてその地位を確立させることとなった。このアルバムの収録曲は、後に全てライブで一度以上取り上げられている。このようなアルバムは、本作の他『スティッキー・フィンガーズ』（1971年）と『ブラック・アンド・ブルー』（1976年）だけである。
1977年2月のキース・リチャーズのトロントでの逮捕劇を受け、バンドがその活動を制限されている間、ジャガーはニューヨークに滞在を続けた。ジャガーはニューヨークでの生活が本作に大きな影響を与えたことを認めている。リチャーズは、チーフエンジニアおよびミキシングを担当したクリス・キムジーが本作に大きく貢献したとしている。その後、キムジーは次回作『エモーショナル・レスキュー』（1980年）から『アンダーカヴァー』（1983年）までの全アルバム、さらに『スティール・ホイールズ』（1989年）のプロデューサーに抜擢される。また、リチャーズは1963年のレコードデビュー以来、姓をリチャード(Richard)としてきたが、本作より本名のリチャーズ(Richards)に改めている。
本作から先行シングルとしたリリースされた「ミス・ユー」はアメリカで1位となる大ヒットとなった（ストーンズのシングルがアメリカで1位を獲得したのは現時点では本作が最後）。リカットシングルの「ビースト・オブ・バーデン」も全米8位となるヒットとなった。

## 経緯
1977年2月、バンドはトロントのエル・モカンボでの計6回のショーのために（そのうち最後の2回ではライブ・アルバムのためのシューティングも行われる予定だった）トロント空港に降り立ったが、そこでリチャーズと恋人のアニタ・パレンバーグがヘロイン所持の現行犯で地元警察に拘束された。リチャーズの薬物がらみでの逮捕はこれが初めてではなかったが、今回はその所持量が22グラムと多量だったため、密輸容疑での逮捕となった。カナダでは当時、麻薬の密売に重罪を科しており、最低で懲役7年、最悪の場合は終身刑もあり得た。ストーンズ空中分解の危険性が最も高かったのがこの時期で、ジャガーは当時、真剣に代わりのギタリスト探しを検討したという。保釈金を払い、エル・モカンボでのショーおよびライブ・シューティングは遂行されたものの、リチャーズは被告の身となり、さらに薬物治療のためにその活動を制限された。時間を持て余したジャガーは、その間ニューヨークでの生活を満喫し、現地でのディスコ・サウンドに大きな刺激を受けた。リチャーズはジャガーが本作をディスコ・アルバムにしようとしたと指摘しているが、ジャガーは「それは全然ない。俺はむしろロック・アルバムを作ろうとしてたんだから」と否定している。
本作のレコーディングは同年10月より、パリのパテ・マルコーニ・スタジオにて開始されるが、裁判中だったリチャーズも一旦は釈放され、レコーディングに参加した。リチャーズが終身刑を受けるかもしれないという緊張感の中でセッションは行われた。リチャーズが裁判所から出頭命令を受け、12月には一旦レコーディングが中断されるが、その後再開、パリでのレコーディングは1978年3月まで続けられた。その後、ニューヨーク、アトランティック・スタジオでのミキシングを経て4月までには完成した。
本作リリースに合わせ北米ツアーが行われた。ツアーはアルバムリリースの翌日、1978年6月10日のフロリダ州レイクランド、シビック・センター公演から始まり、ジャガーの誕生日、7月26日のオークランド・コロシアム公演で終了した。本作からは「サム・ガールズ」「ビフォー・ゼイ・メイク・ミー・ラン」以外の曲がすべて演奏された。このツアーでは幾つかの小さな会場で、時には匿名でコンサートが行われ、このスタイルは、以降の彼らのツアーで踏襲されることとなった。
本作リリース後の1978年10月、リチャーズはトロント裁判所で、カナダ盲人協会のためのチャリティ・コンサートを開くことを条件に保護観察処分という温情判決を受けた。リチャーズはこのことでトロントという地に恩義を感じるようになり、以降ストーンズのツアーリハーサルは、全てトロントで行われるようになる。これをきっかけに、リチャーズは本格的に薬物治療に乗り出す。

## アートワーク
本作のアートワークは、ドイツ出身のデザイナー、ピーター・コリストンが担当した。ジャケットの表側はパーマのカタログの顔部分だけが切り抜かれており、レコードの内袋に印刷されたストーンズ・メンバーやその他有名人の顔がその穴から覗くようになっている。メンバーの顔は、ほかの有名人の体に顔だけ合成させたもので、内袋の片面のみ、髪や唇に着色が施されている。しかし、ジャガーによれば「当時誰も弁護士業務を得意とする人間がいなかった」ため、メンバー以外の有名人の写真を使用する許可を得ることを怠り、写真を用いられたルシル・ボール、ラクエル・ウェルチが法的手段に訴えるとし、セカンド・プレスからはメンバー以外の写真が消されることとなった。ジャケット表側の配色は、発売国やリイシューによって異なるものがある。

## 評価
アメリカでは2週連続1位となり、これまでに600万枚を売り上げる大ヒットを記録。ストーンズのオリジナルアルバムの中で最も売れた作品となった。イギリスでは前作同様2位が最高位で、ゴールド認定されている。カナダでも1位を獲得している。2016年時点での全世界売り上げ枚数は1130万枚以上。
批評家筋からの反応もよく、ローリング・ストーン誌やConsumer Guideは、バンドの最高傑作とされる『メイン・ストリートのならず者』（1972年）以来の出来と賞賛した。リチャーズもまた「『メイン・ストリートのならず者』以来の最高のアルバムだ」と認めている。ジャガーはリリース当初は「みんなこのアルバムをどう思うだろう。俺達ここのところ叩かれてばっかりだったから」と心配していたが、各方面からの高評価を受け、本作を「本当に素晴らしいレコードだ」と認めるようになった。本作で初めてフルで参加したウッドも「このアルバムに携わることができて本当に幸せだ」と語っている。ただし、イアン・スチュワートは「2コードの単純な曲が多すぎる」としてあまり評価しておらず（彼が本作で参加した曲は1曲も収録されていない）、1974年に脱退したミック・テイラーも「パーティーにはぴったりのアルバムだと思うよ。でも僕のお気に入りじゃないね。これよりいいアルバムは他にもあるし」と評している。また、収録曲の「サム・ガールズ」の一節「黒人女は一晩中ファックしたがる」が人種差別的内容だとして、ジェシー・ジャクソンを含む様々な団体からの抗議を受けた。 
『ローリング・ストーン誌が選ぶオールタイム・ベストアルバム500』に於いて、270位にランクイン。

## リイシュー
1994年、ヴァージン・レコードよりリマスター版が、2009年にはユニバーサル ミュージック グループから再リマスター版がリリースされた。
2011年、2009年のリマスター盤に未発表曲を加えたデラックス・エディション、スーパーデラックス・エディションが発売された。 未発表曲にはクロディーヌ・ロンジェの拳銃事件を基にした「クロディーヌ」等が収録され、また2010年発表の『メイン・ストリートのならず者』デラックス・エディション同様、ジャガーが新たにボーカルを録り直した曲もある。スーパーデラックス・エディションにはこれに加え、プロモーションビデオ3曲と1978年7月のフォートワース公演から3曲の映像を収録したDVD、また「ビースト・オブ・バーデン」の7インチシングル盤を、当時女性蔑視だとして発売禁止になったアメリカ版スリーヴを再現して付属。さらに100ページに及ぶハードカバー本やメンバーのポートレート、ポストカード、オリジナル盤発売時のポスターも付け加えられた。
2012年には日本限定で最新リマスター版がSACDにてユニバーサルミュージックよりリリース。2014年には同一リマスター版がSHM／プラチナSHM-CDにてリリースされた（紙ジャケット仕様）。 

## 収録曲
- 特筆無い限りジャガー/リチャーズ作詞作曲。
- オリジナルの北米版8トラックテープには"Far Away Eyes"と"Shattered"のエディット・ヴァージョンが収録された。

| #  | タイトル                                                                         | 作詞・作曲                      | 時間 |
| -- | -------------------------------------------------------------------------------- | ------------------------------- | ---- |
| 1. | 「ミス・ユー」(Miss You)                                                         |                                 | 4:48 |
| 2. | 「ホエン・ジ・ウィップ・カムズ・ダウン」(When the Whip Comes Down)               |                                 | 4:20 |
| 3. | 「ジャスト・マイ・イマジネーション」(Just My Imagination (Running Away with Me)) | Norman Whitfield Barrett Strong | 4:38 |
| 4. | 「サム・ガールズ」(Some Girls)                                                   |                                 | 4:36 |
| 5. | 「ライズ」(Lies)                                                                 |                                 | 3:11 |

| #   | タイトル                                      | 作詞 | 作曲・編曲 | 時間 |
| --- | --------------------------------------------- | ---- | ---------- | ---- |
| 6.  | 「ファー・アウェイ・アイズ」(Far Away Eyes)   |      |            | 4:24 |
| 7.  | 「リスペクタブル」(Respectable)               |      |            | 3:06 |
| 8.  | 「ビフォー・ゼイ・メイク・ミー・ラン」        |      |            | 3:25 |
| 9.  | 「ビースト・オブ・バーデン」(Beast of Burden) |      |            | 4:25 |
| 10. | 「シャッタード」(Shattered)                   |      |            | 3:48 |

### 2011年リイシュー盤・ボーナス・トラック
| #   | タイトル                                                                    | 作詞・作曲                                          |            | 時間 |
| --- | --------------------------------------------------------------------------- | --------------------------------------------------- | ---------- | ---- |
| 1.  | 「クロディーヌ」(Claudine)                                                  |                                                     |            | 3:42 |
| 2.  | 「ソー・ヤング」(So Young)                                                  |                                                     |            | 3:18 |
| 3.  | 「ドゥー・ユー・シンク・アイ・リアリー・ケア」(Do You Think I Really Care?) |                                                     |            | 4:22 |
| 4.  | 「ホエン・ユーアー・ゴーン」(When You’re Gone)                              | Ronnie Wood                                         |            | 3:51 |
| 5.  | 「ノー・スペア・パーツ」(No Spare Parts)                                    |                                                     |            | 4:30 |
| 6.  | 「ドント・ビー・ア・ストレンジャー」(Don’t Be a Stranger)                   |                                                     |            | 4:06 |
| 7.  | 「ウィ・ハド・イット・オール」(We Had It All)                               | Troy Seals Donnie Fritts                            |            | 2:54 |
| 8.  | 「タラハシー・ラッシー」(Tallahassee Lassie)                                | Bob Crewe Frank C. Slay Jr. Frederick A. Picariello |            | 2:37 |
| 9.  | 「アイ・ラヴ・ユー・トゥー・マッチ」(I Love You Too Much)                   |                                                     |            | 3:10 |
| 10. | 「キープ・アップ・ブルース」(Keep Up Blues)                                 |                                                     |            | 4:20 |
| 11. | 「ユー・ウィン・アゲイン」(You Win Again)                                   | Hank Williams                                       |            | 3:00 |
| 12. | 「ペトロール・ブルース」(Petrol Blues)                                      |                                                     |            | 1:35 |
| 13. | 「ソー・ヤング（ピアノ・ヴァージョン）」(So Young)                          |                                                     | 日本盤のみ |      |

## パーソナル
ローリング・ストーンズ
- ミック・ジャガー - リード&バッキングボーカル、ギター（#1-5、#7）、ピアノ（#6）、パーカッション（#10）
- キース・リチャーズ - ギター、バッキングボーカル、ベース（#4、#8）、ピアノ（#6）、リードボーカル（#8）
- ロン・ウッド - ギター、バッキングボーカル、ペダルスチールギター（#2、#6、#8、#10）、ベース&バスドラム（#10）
- ビル・ワイマン - ベース（#1-3、#5-7、#9）、シンセサイザー（#4）
- チャーリー・ワッツ - ドラムス

参加ミュージシャン
- イアン・マクレガン - エレクトリックピアノ（#1）、オルガン（#3）
- シュガー・ブルー - ハーモニカ（#1、#4）
- メル・コリンズ - サックス（#1）
- サイモン・カーク - コンガ（#10）
- ハッサン - パーカッション（#10）

スタッフ
- グリマー・ツインズ - プロデューサー
- クリス・キムジー、デイヴ・ジョーダン - レコーディングエンジニア、ミキサー
- バリー・サージ、ベン・キング - レコーディングエンジニア

### 2011年版ボーナスディスク・パーソナル
ミュージシャン
- ミック・ジャガー - リード&バッキングボーカル、ギター（#1、#3-4、#7、#11）、ハーモニカ（#4、#10）、エレクトリックピアノ（#5）、パーカッション（#6）、ピアノ（#7、#12）
- キース・リチャーズ - ギター、バッキングボーカル、ピアノ（#5、#7）、パーカッション（#6）、リードボーカル（#7）、エレクトリックピアノ（#11）、
- ロン・ウッド - ギター、バッキングボーカル、ペダルスチールギター（#3、#5、#7、#11）
- ビル・ワイマン - ベース、マリンバ（#6）
- チャーリー・ワッツ - ドラムス
- イアン・スチュワート - ピアノ（#1-3、#8、#11）、ドラムス（#12）
- チャック・リーヴェル - ピアノソロ（#2）
- シュガー・ブルー - ハーモニカ（#6）
- マット・クリフォード - パーカッション（#6）
- ドン・ウォズ - ベース（#6）

スタッフ
- グリマー・ツインズ、ドン・ウォズ - プロデューサー
- クリス・キムジー - プロデューサー、チーフエンジニア
- クリシュ・シャルマ、マット・クリフォード - チーフエンジニア
- ボブ・クリアマウンテン - ミキサー